# T Bone Burnett
Joseph Henry "T Bone" Burnett III, född 14 januari 1948 i St. Louis, Missouri, är en amerikansk musiker, låtskrivare och producent.
Han växte upp i Fort Worth, Texas men flyttade till Los Angeles, där hans musikkarriär tog fart; han spelade in sitt första album, The B-52 Band & the Fabulous Skylarks 1972. 1975–1976 turnerade han med Bob Dylans Rolling Thunder Revue. Efter turnén skapade han tillsammans med två av medlemmarna från Dylans band, David Mansfield and Steven Soles, The Alpha Band, vilka gav ut tre album. 1980 inledde Burnett en solokarriär och gav ut flera album i olika stilar – allt från blues till rock och indie. Hans skivor såldes inte alltid så bra, men blev oftast väl mottagna av kritikerna.
Framför allt har dock Burnett gjort sig känd som en framstående musikproducent. Han producerade artister som BoDeans och Counting Crows samt Tony Bennett och k.d. lang på A Wonderful World. Han vann en Grammy för O Brother, Where Art Thou? och för Raising Sand med Alison Krauss och Robert Plant. Dessutom blev han Oscarsnominerad för Åter till Cold Mountain (2003) och vann en Oscar (tillsammans med  Ryan Bingham) i klassen Bästa sång med låten "The Weary Kind" från filmen Crazy Heart (2009).
Burnett har i övrigt genom åren producerat artister som Steve Earle, Sam Phillips, Elvis Costello, Gillian Welch, Willie Nelson och Jakob Dylan.

## Diskografi
Soloalbum
- 1972 – The B-52 Band & the Fabulous Skylarks
- 1980 – Truth Decay
- 1982 – Trap Door
- 1983 – Proof Through the Night
- 1986 – T Bone Burnett
- 1988 – The Talking Animals
- 1992 – The Criminal Under My Own Hat
- 2006 – The True False Identity
- 2008 – Tooth of Crime
- 2011 – T-Bone Burnett Presents The Speaking Clock Revue: Live from the Beacon Theatre
- 2013 – A Place at the Table
- 2019 – The Invisible Light

Album med The Alpha Band
- 1976 – The Alpha Band
- 1977 – Spark in the Dark
- 1978 – The Statue Makers of Hollywood